# Санта Лічарева
Санта Лічарева (лит. Santa Lichareva; нар. 25 вересня 2005, Мажейкяй, Литва) — литовська футболістка, півзахисниця «Гінтри».

## Клубна кар'єра
Спортом розпочала займатися в рідному Мажейкяї. Спочатку виступала в ДЮСШ (Мажейкяй), а потім у команді «Тріумф». У 2018 році Тріумф виступав у зоні «Захід» Першої ліги Литви. У вище вказаному сезоні зіграла 4 матчі.
У 2019 році продовжила виступи в команді. Грала в північній зоні Першої ліги Литви.
У 2020 році представляла команду Спорткомплексу «Укмергес», яка брала участь у матчах чемпіонату Литви (WU-15).
У 2021 році переїхав до Шяуляя, де представляла місцеву спортивну гімназію. З командою ШСГ стала віце-чемпіонкою Першої ліги Литви, виступала в стартовому складі та відзначилася 3-ма голами в чемпіонаті. Представляла СК «Укмерге» у вищому дивізіоні.
У 2022 році підписала контракт з «Гінтрою».

## Кар'єра в збірній
У футболці дівочої збірної Литви (WU-17) дебютувала 23 вересня 2021 році у матчі проти дівочої збірної Казахстану (WU-17).

## Досягнення
«Гінтра»
- Зимовий турнір ЛМФА
  -  Чемпіон (1): 2022[6]